# Sammuttijärvi
Sammuttijärvi eller Saamutjävri är en sjö i Finland. Den ligger i kommunen Enare i landskapet Lappland, i den norra delen av landet, 1 000 km norr om huvudstaden Helsingfors. Sammuttijärvi ligger 198 meter över havet. Arean är 5,35 kvadratkilometer och strandlinjen är 25,76 kilometer lång. Sjön  ingår i Neidenälvens huvudavrinningsområde. 